# Boninal
Boninal é um município brasileiro do estado da Bahia.
Segundo estimativa de 2024 do Instituto Brasileiro de Geografia e Estatística (IBGE), a população do município é de 14 104 habitantes, distribuídos por uma área de 896,857 km².

## História

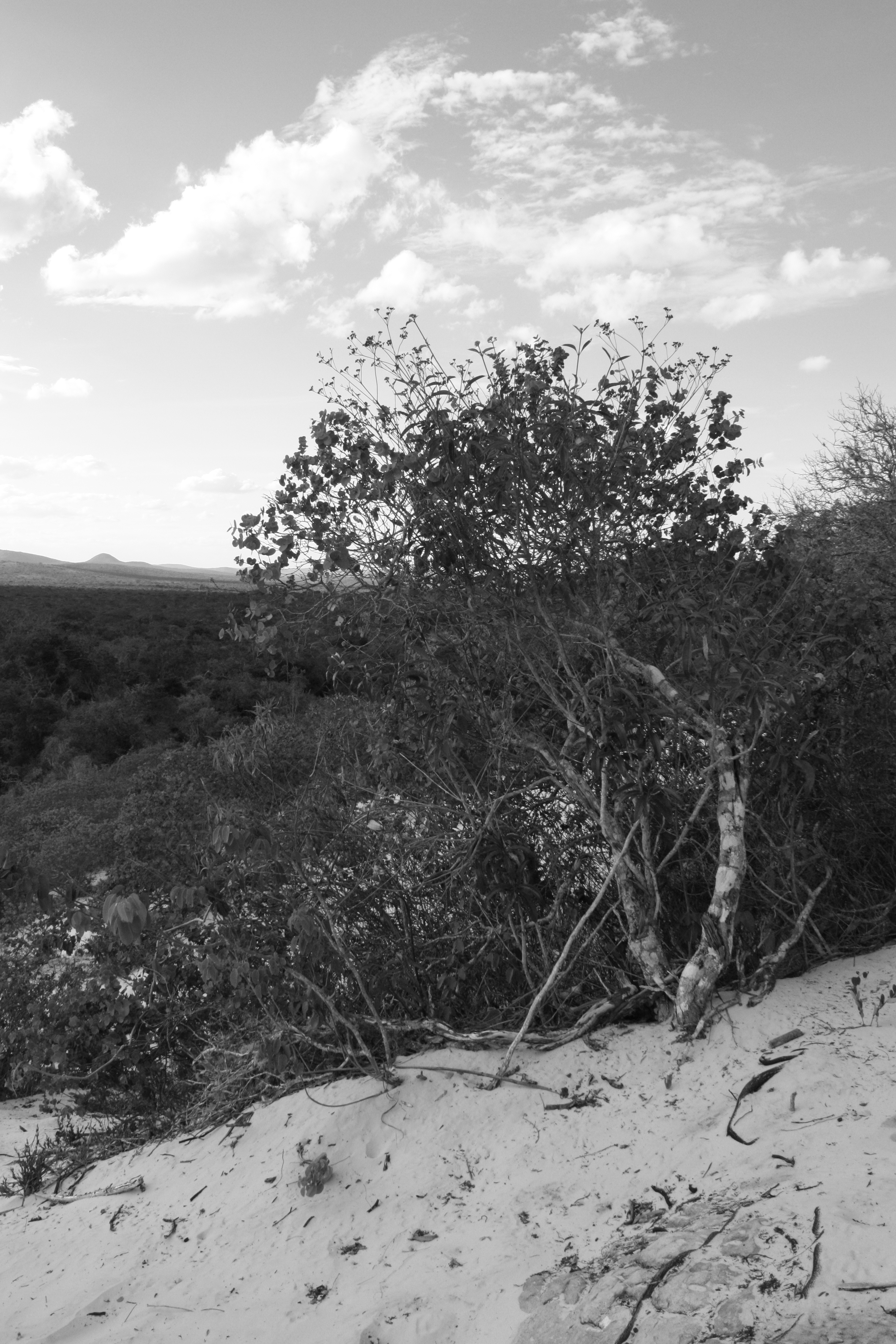
Vegetação Morro de Areia em Boninal

A colonização de Boninal teve começo nas primeiras décadas do século XVIII, com a descoberta de ouro em Bom Jesus dos Limões (atual Piatã) e povoados próximos, o que trouxe para a região aventureiros portugueses e paulistas. Nesse contexto, surgiu o povoado de Sumidouro (atual Boninal), localizado nas margens do Rio Cochó.
No século XIX, com a mineração de diamante em Mucugê, Andaraí e Lençóis, o povoado de Sumidouro se tornou um ponto de pouso para viajantes, aventureiros e tropeiros que se dirigiam a essas jazidas.
Em momento incerto, o povoado de Sumidouro foi elevado à categoria de distrito. Por meio da Lei estadual n° 1078, de 5 de julho de 1915, foram desmembrados de Bom Jesus do Rio de Contas os distritos de Sumidouro e Carrapato (renomeado em 1923 para Palmares) para criar o município de Guarani, sediado no antigo Arraial de Sumidouro.
Com o fim do ciclo do diamante, o Decreto estadual n° 7479, de 8 de julho de 1931, o município de Guarani foi extinto e anexado ao de Anchieta (Piatã a partir de 1944).
Por meio do Decreto-lei estadual n° 141, de 31 de dezembro de 1943, e o Decreto estadual n° 12.978, de 1° de junho de 1944, os distritos de Guarani e Palmares tiveram seus nomes alterados, respectivamente, para Boninal e Bastião.
A Lei Estadual nº 1.688, de 23 de abril de 1962, desmembrou de Piatã os distritos de Boninal e Bastião para criar o novo município de Boninal, o qual foi instalado em 7 de abril do ano seguinte.

## Política e administração
O município de Boninal possui uma estrutura político-administrativa composta pelo Poder Executivo, chefiado por um prefeito eleito por sufrágio universal, o qual é auxiliado diretamente por secretários municipais nomeados por ele, e pelo Poder Legislativo, institucionalizado pela Câmara Municipal de Boninal, órgão colegiado de representação dos munícipes que é composto por 9 vereadores também eleitos por sufrágio universal.

### Poder Executivo
A prefeita de Boninal é Celeste Augusta Araujo Paiva, do Partido dos Trabalhadores (PT), que assumiu o cargo em 2021 para seu primeiro mandato e foi reeleita em 2024, iniciando seu segundo mandato em 2025. O vice-prefeito é Carlindo Francisco Xavier Filho, também conhecido como Carlindinho, do Partido dos Trabalhadores (PT).

### Poder Legislativo
A Câmara Municipal de Boninal é composta por nove vereadores.